# گوستاو هاوزر
گوستاو هاوزر (آلمانی: Gustav Hauser؛ ‏ ۱۳ ژوئیهٔ ۱۸۵۶ – ۳۰ ژوئن ۱۹۳۵) استاد دانشگاه، آسیب‌شناس، پزشک و حشره‌شناس اهل آلمان بود.
وی دانش‌آموختهٔ رشتهٔ پزشکی در دانشگاه لودویگ ماکسیمیلیان مونیخ و دانشگاه فریدریش-آلکساندر ارلانگن-نورنبرگ بود و مدتی به‌عنوان پزشک متخصص زنان در کلینیکی به سرپرستی پل سوایفل کار کرد. او در سال ۱۸۸۳ به درجهٔ شایستگی علمی در آسیب‌شناسی تشریحی رسید و استاد و مدیر «مؤسسهٔ آسیب‌شناسی ارلانگن» شد.
وی نخستین کسی بود که در سال ۱۸۸۵ باکتری پروتئوس ولگاریس را در محیط کشت شناسایی و جداسازی کرد. او همچنین با توسعه روشی برای حفظ کشت‌های باکتریایی توسط فرمالین شناخته می‌شود.